# Rogersville (Tennessee)
Rogersville település az Amerikai Egyesült Államok Tennessee államában, Hawkins megyében, melynek megyeszékhelye is. Lakosainak száma 4671 fő (2020. április 1.).

## Népesség
A település népességének változása:

| 2010 | 4 420 |
| 2020 | 4 671 |